# Марино Фальеро, дож венецианский
Марино Фальеро, дож венецианский (англ. Marino Faliero, Doge of Venice) — трагическая пьеса Джорджа Байрона в пяти актах, написанная им в 1820 году впервые опубликована в 1821 году. Пьеса посвящена заговору венецианского дожа Марино Фальеро, решившему захватить власть и стать единоличным правителем Венецианской республики.

## История создания

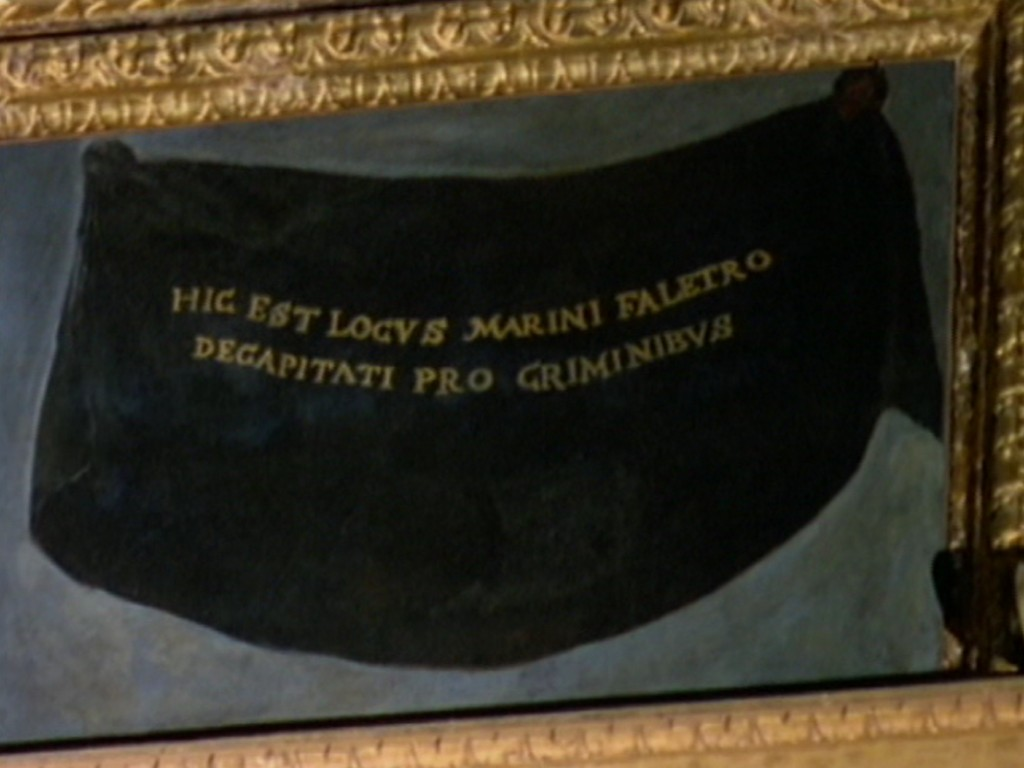
Портрет Марино Фальеро в большом зале Совета. На чёрной пелене, нарисованной на его месте, написано латинским «Это место Марино Фальеро, обезглавленного за преступления».

Байрон был вдохновлен, изучая портреты дожей в Палаццо Дукале в Венеции, он обнаружил, что портрет Фалиеро был затемнён. Основным историческим источником, на который он опирался, была «Vite dei Dogi» Марино Сануто (опубликована посмертно в 1733 году). Он закончил пьесу в июле 1820 года, к тому времени он уже жил в Равенне, и опубликовал её в апреле 1821 года вместе со своим Пророчеством Данте. Он намеревался посвятить её Гёте, но задержки в почте между Италией и Англией привели к тому, что пьеса была опубликована без посвящения. Посмертное издание собрания сочинений Байрона 1832 года включало более позднее посвящение пьесы Байрона его другу Дугласу Киннэрду. Историческая трагедия Марино Фальеро была переведена на французский в 1830 году и на итальянский в 1838 году.

## Действующие лица
- Марино Фальеро (Marino Faliero) — венецианский дож.
- Бертуччо Фальеро (Bertuccio Faliero) — племянник дожа.
- Лиони (Lioni) — патриций и сенатор.
- Бенинтенде (Benintende) — председатель Совета Десяти.
- Микель Стено (Michel Steno) — один из трёх старшин Совета Сорока.
- Израэль Бертуччо (Israel Bertuccio) — начальник арсенала, заговорщик.
- Филиппо Календаро (Philip Calendaro)— заговорщик.
- Анджолина (Angiolina) — жена дожа.

## Сюжет
Байрон симпатизирует герою, показывая его борцом против аристократического произвола (имеется в виду венецианский высший судебный орган — Совет Сорока).
Действие пьесы происходит в Венеции в 1355 году. Марино Фальеро, недавно избранный дож Венеции, оскорбляет одного из главных государственных чиновников Микеле Стено. Стено же в ответ пишет на троне Дожа неприличную клевету на жену Фалиеро. За это его судит Совет десяти и признает виновным, но приговаривают только к месяцу тюремного заключения. Фалиеро настолько возмущен этим, поскольку считает, что это неадекватное наказание за такое оскорбление правящего Дожа, что он тайно присоединяется к заговору группы недовольных, чтобы захватить власть в Венеции, надеясь таким образом отомстить своим врагам. Однако в результате предательства заговор раскрыт и подавлен, а Фальеро казнят.

## Первая постановка пьесы
Несмотря на то, что Байрон возражал против постановки своей трагедии,
тем не менее ещё при жизни поэта, 25 апреля, 1821 года, она была поставлена на
сцене театра Дрюри-Лейн. Но спектакль не имел успеха. И все же в течение XIX
века английские театры не раз включали «Марино Фальеро» в свой репертуар.

## В живописи и культуре
Сюжет картины Эжена Делакруа «Казнь дожа Марино Фальеро» (1825—1826), ныне находящейся в собрании Уоллеса в Лондоне, основан на пьесе Байрона. Трагедия Казимира Делавиня на ту же тему, как полагают, был вдохновлён пьесой Байрона, а также рассказом Эта Хоффманна. Пьеса Делавиня, в свою очередь, вдохновила Гаэтано Доницетти на создание оперы о Марино Фальеро.

## Переводы на русский язык
- «Марино Фальеро, дож венецианский», стихотворный перевод А. Л. Соколовского (1877)[5].
- «Марино Фальеро, дож венецианский», стихотворный перевод Г. А. Шенгели (1953)[6] .

## В изобразительном искусстве

Картины написанные по сюжету пьесы Джорджа Байрона «Марино Фальеро, дож венецианский»
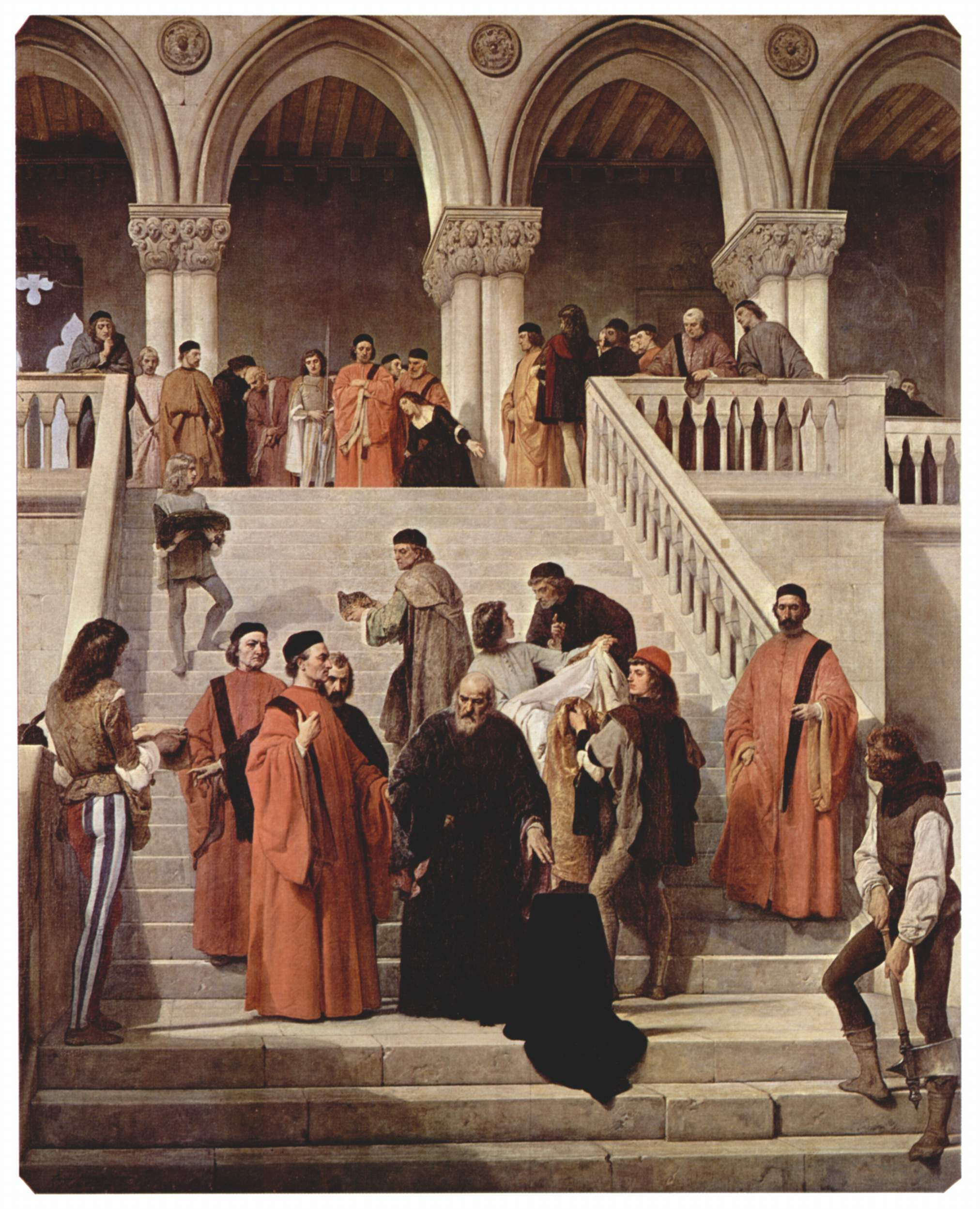
Последние минуты дожа Марино Фальера, Франческо Айец (1867).
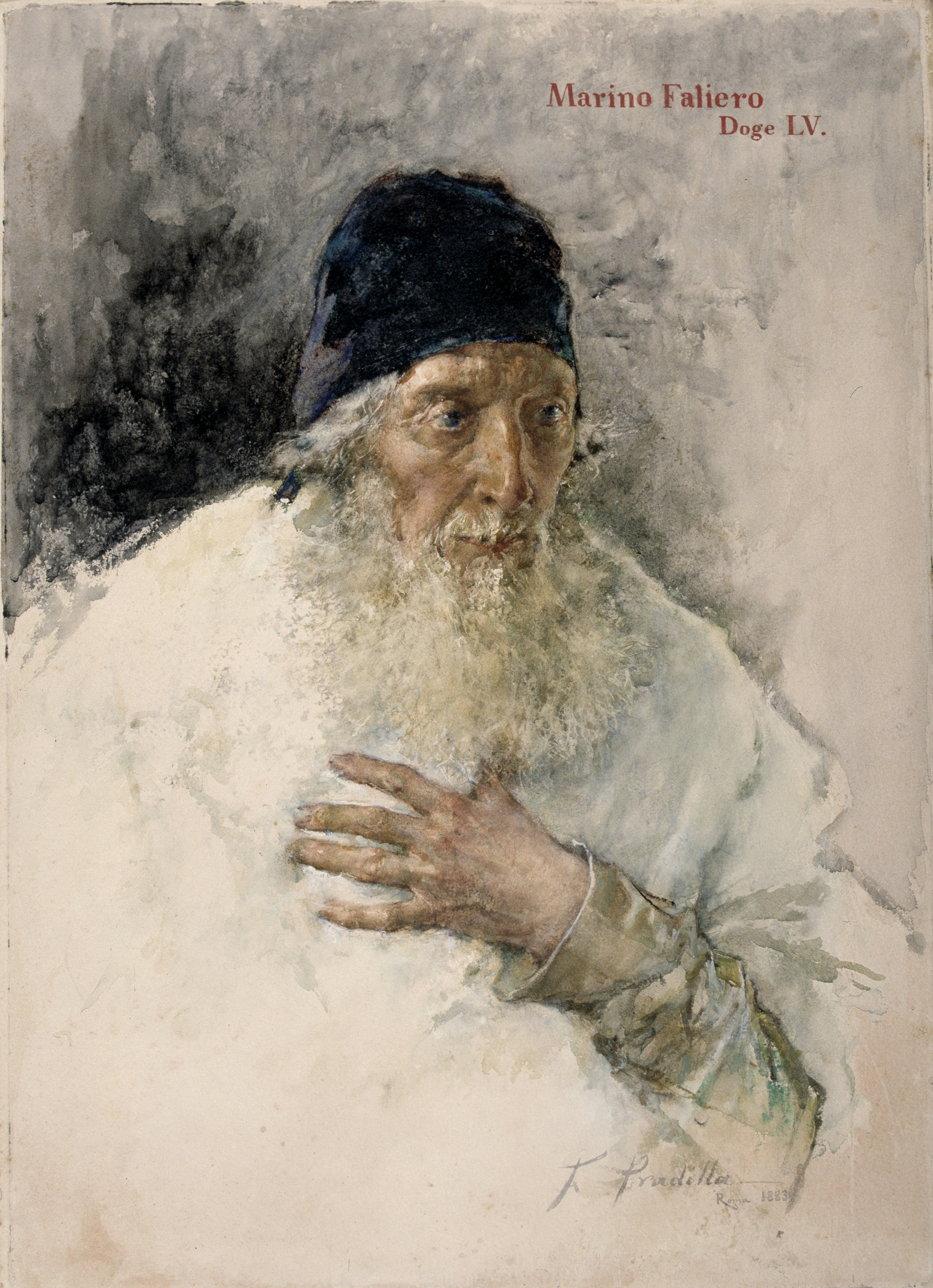
Франсиско Прадилья. Портрет Марино Фальера. 1883
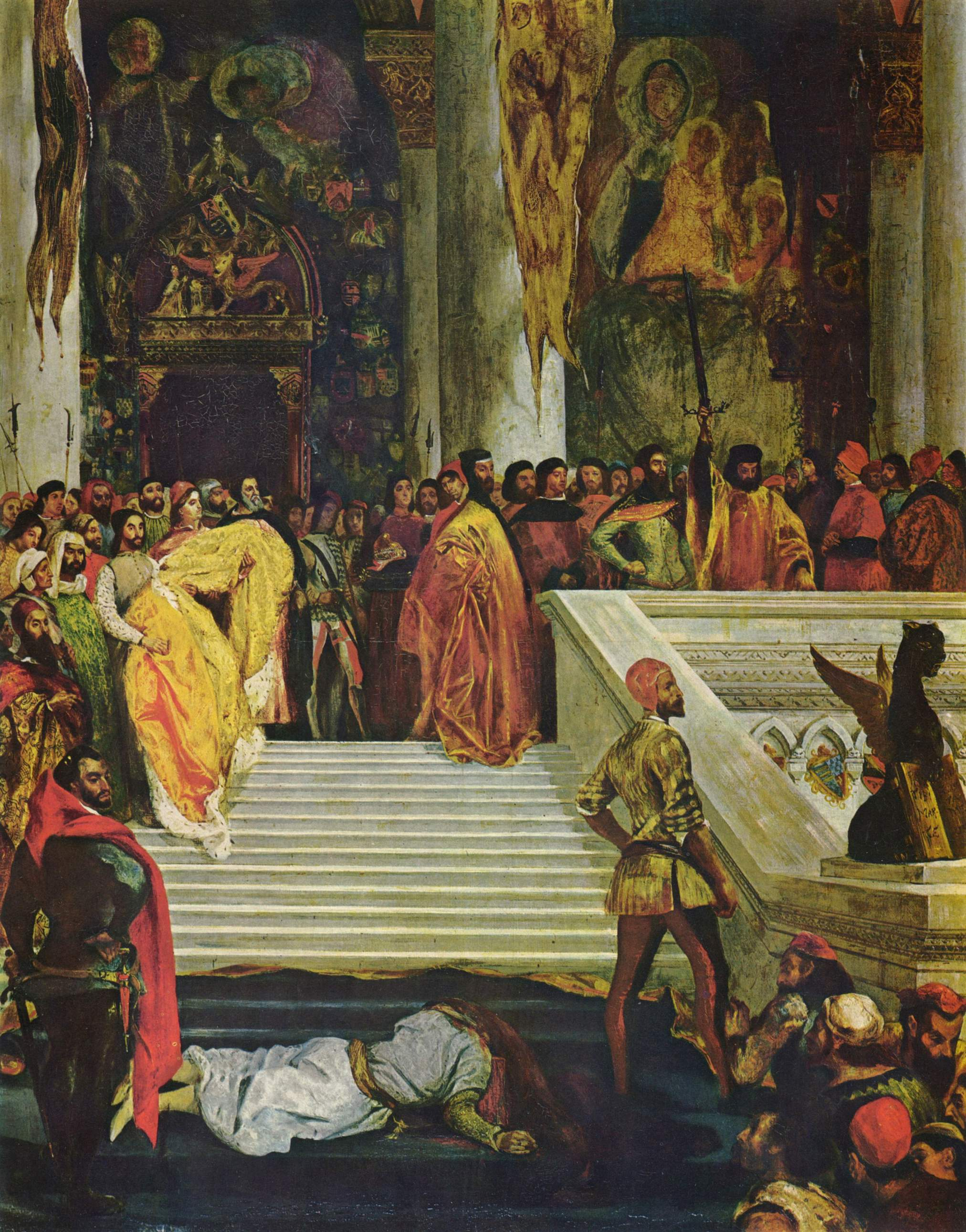
Казнь Марино Фальера, осужденного Советом десяти. Эжен Делакруа (1825–1826).